# Kościół św. Jakuba Apostoła w Sobótce
Kościół świętego Jakuba Apostoła – rzymskokatolicki kościół parafialny należący do dekanatu Sobótka archidiecezji wrocławskiej.
Pierwsza wzmianka o nim pochodzi z 1250 roku, przeprowadzone w 1948 roku badania odkryły świątynię romańską z przełomu XII i XIII wieku. Została ona przebudowana w 1500 roku w stylu gotyckim a następnie została odbudowana po pożarze w 1739 roku w stylu barokowym. Wieża zachodnia została nadbudowana w latach 1855-1857, cała budowla natomiast została zniszczona w 1945 roku i odbudowano ją w latach 1955-1957. Odkryte fragmenty romańskie dają dowód na to, że pierwotna świątynia była trójnawowym kościołem bazylikowym posiadającym kwadratowe prezbiterium zamknięte absydą. Obecnie świątynia jest zbarokizowanym trójnawowym Kościołem bazylikowym gotyckim posiadającym krótkie prezbiterium zakończone trójbocznie oraz wieżę od strony zachodniej. Wnętrze podzielone jest na cztery przęsła i nakryte jest sklepieniem kolebkowym na gurtach. Znajduje się w nim duża część barokowego wyposażenia z 1. połowy XVIII wieku, a na zewnętrznej skarpie jest wmurowany kamienny lew w stylu romańskim z XII wieku.

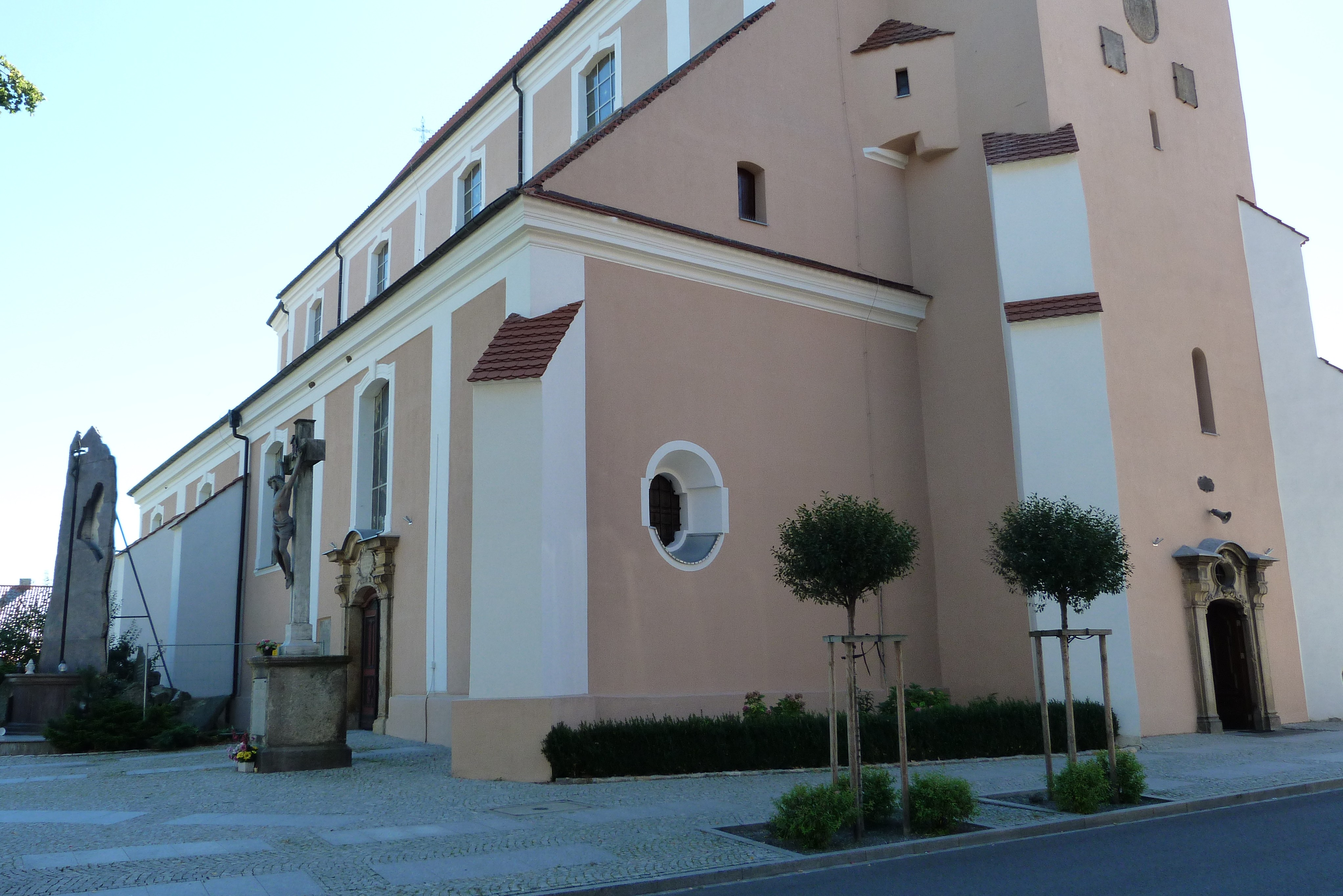
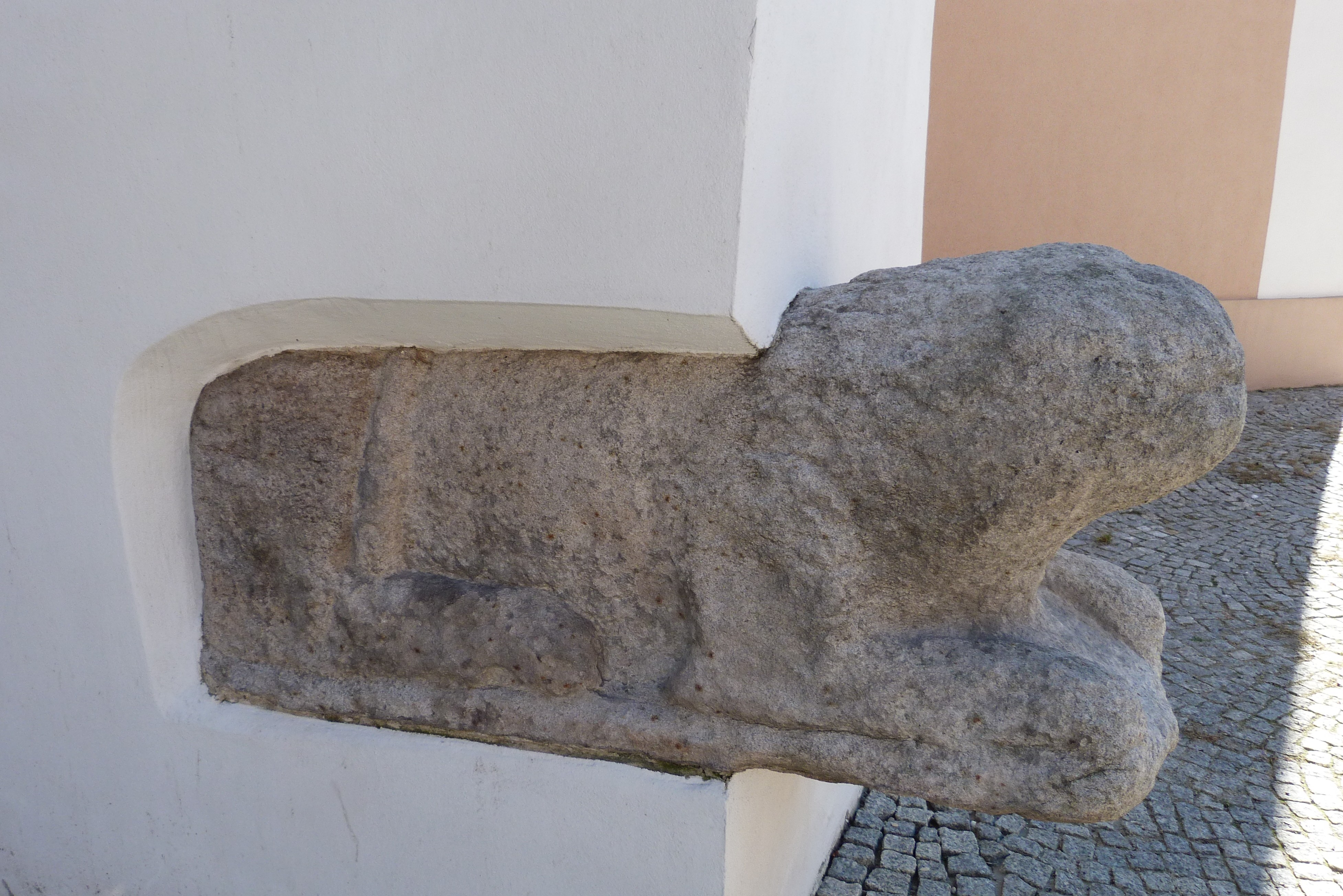
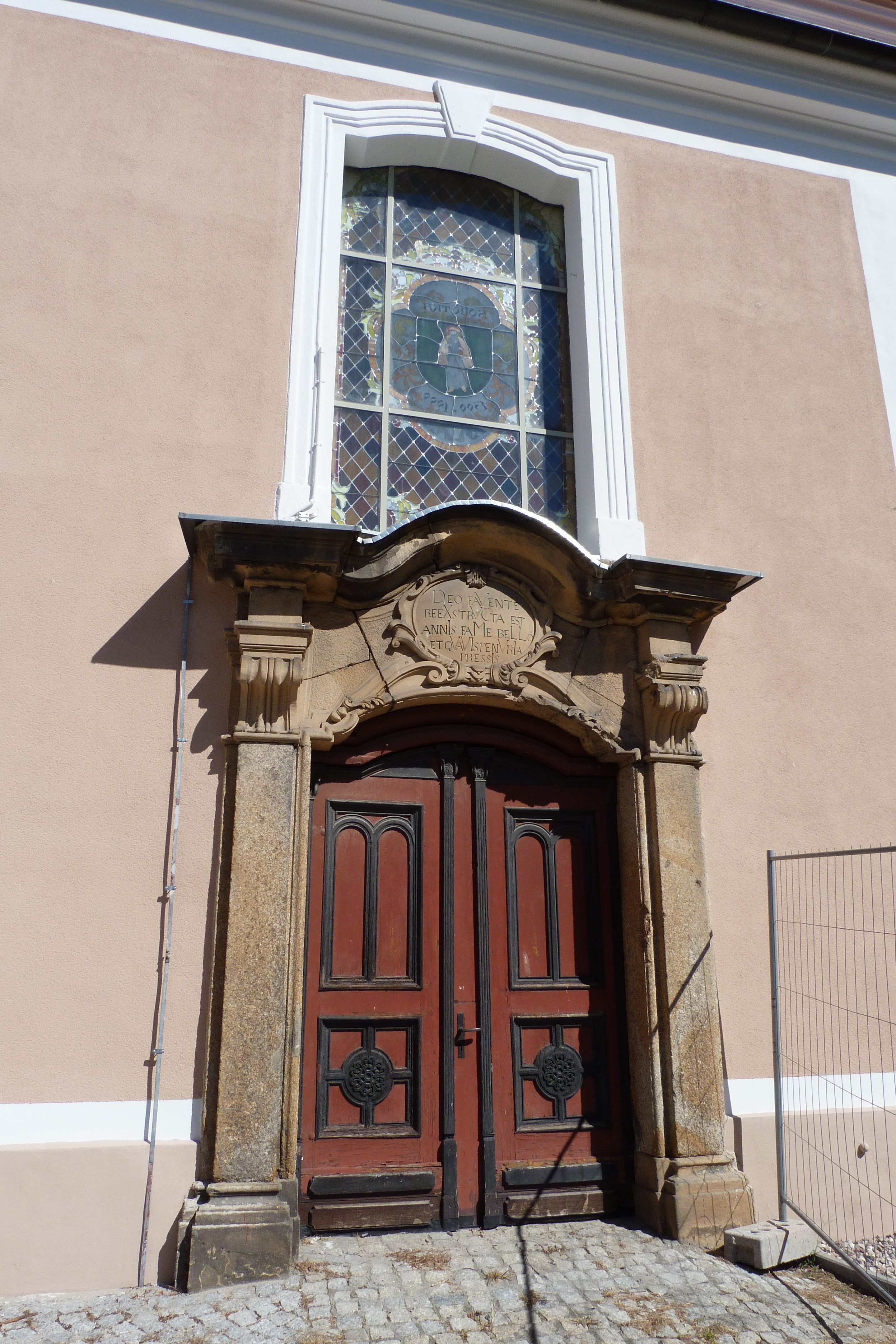
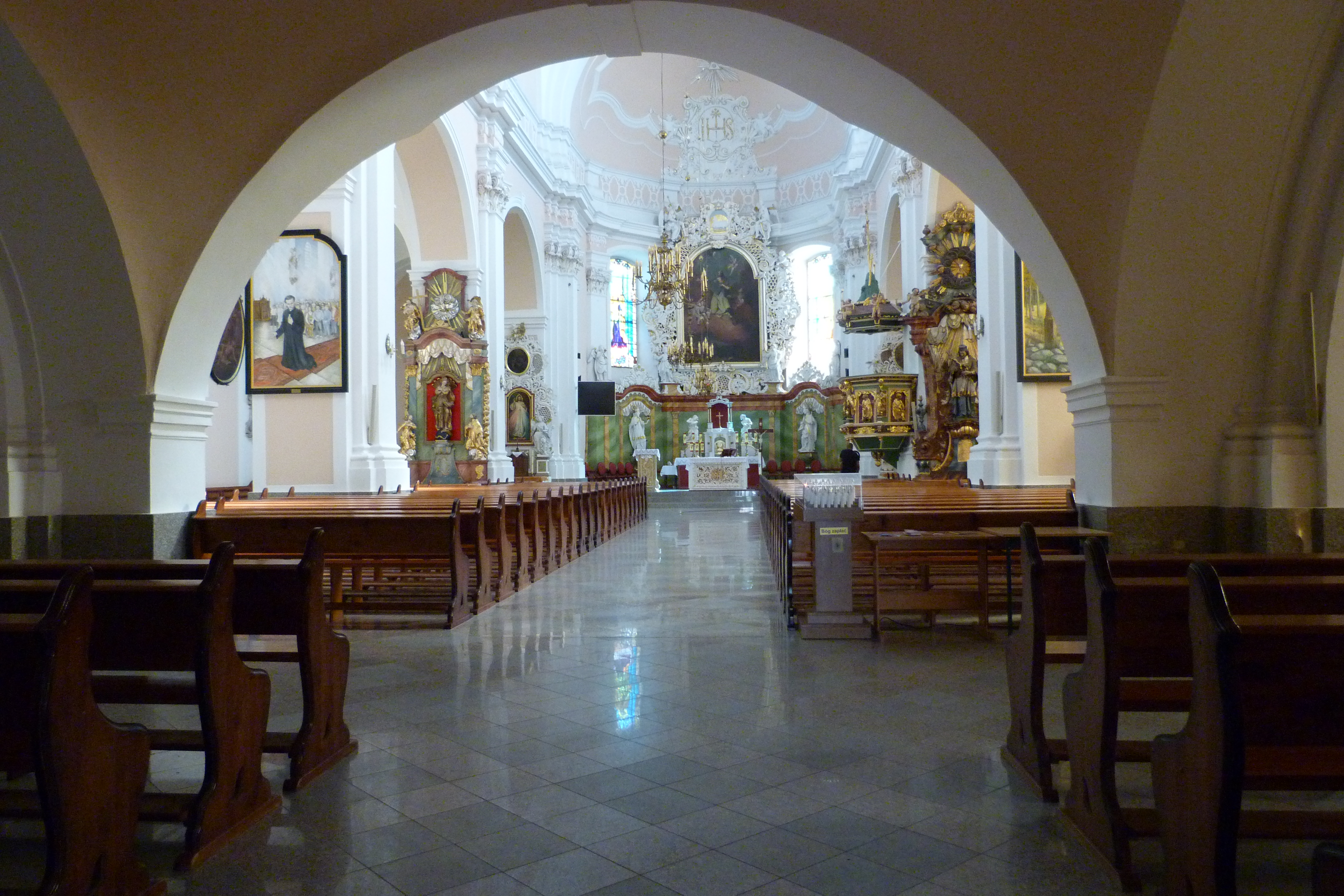